# Dorpskerk (Abcoude)
De dorpskerk van Abcoude is een protestantse kruiskerk in gotische stijl in de Nederlandse plaats Abcoude. In hoofdzaak dateert de kerk uit de 15e en 16e eeuw, maar de historie van het gebouw gaat verder terug. Het kerkgebouw staat op de rijksmonumentenlijst. De kerk onderhoudt nauwe banden met de plaatselijke Christelijk Nationale School voor basisonderwijs (CNS).

## Geschiedenis

### Voorloper
De voorloper van de huidige dorpskerk in het hart van Abcoude was een kerk in romaanse stijl, welke waarschijnlijk in de 13e eeuw werd gebouwd. Thans nog zijn van deze kerk de sporen zichtbaar in de vorm van fundamentresten. Mogelijk bestaan de huidige natuurstenen zuilen in de kerk voor een deel uit de oude romaanse zuilen. Ook de huidige toren bestaat voor een groot deel uit de oude romaanse toren.

### Gotische kruiskerk
De huidige kerk werd gebouwd tussen 1470 en 1491 als katholieke kerk, gewijd aan de heiligen Cosmas en Damianus. Tussen 1578 en 1586 is de kerk van rooms-katholieke in protestantse handen overgegaan.

### Brand
In november van het rampjaar 1672 trokken Franse soldaten op vanuit Utrecht in de richting van Abcoude. In dat jaar op 7 november waren zij gelegerd tussen Baambrugge en het slot Abcoude. De bewoners van Abcoude wilden niet voldoen aan de opgelegde brandschatting, wat tot gevolg had dat vele huizen en de kerk in brand werden gestoken.
In overleveringen van pastoor Aelst, die kapelaan was geweest bij pastoor Vennicx, wordt het verhaal genoemd waarin pastoor Vennicx de Franse soldaten tegemoet ging met de heilige sacramenten in de hand en een halt verzocht "in de naam van Hem die in 'dat Heilige' tegenwoordigd was".
De officier beval toen om verder geen brand te stichten maar terug te keren, waarna de pastoor naar de kerk ging om met enigen de, reeds op twee plaatsen woedende, brand te doven. Bij de brand werden het orgel en de gebrandschilderde ramen vernietigd. Nog bij de meest recente restauratie zijn enkele brandsporen teruggevonden.

### Voor de ondergang behoed
Toen de Franse vijand vertrokken was, werd de klok van de kerk geluid en keerde de bevolking terug naar het beschadigde Abcoude.
Slechts een derde van alle gebouwen kon worden behouden. Ook de kerk was flink beschadigd. Een op zijn minst vreemd te noemen feit is dat de redding van het dorp en de hervormde kerk werd uitgevoerd door een katholieke geestelijke, terwijl er in die tijd geen toestemming was voor katholieke erediensten.
Niet verwonderlijk is dan ook dat door de provicarius Joseph Cousebandt werd vermeld dat pastoor Vennicx sedertdien zeer veel achting en respect genoot van de protestanten en hij veel grotere vrijheid genoot dan zijn voorgangers.

## Gebouw

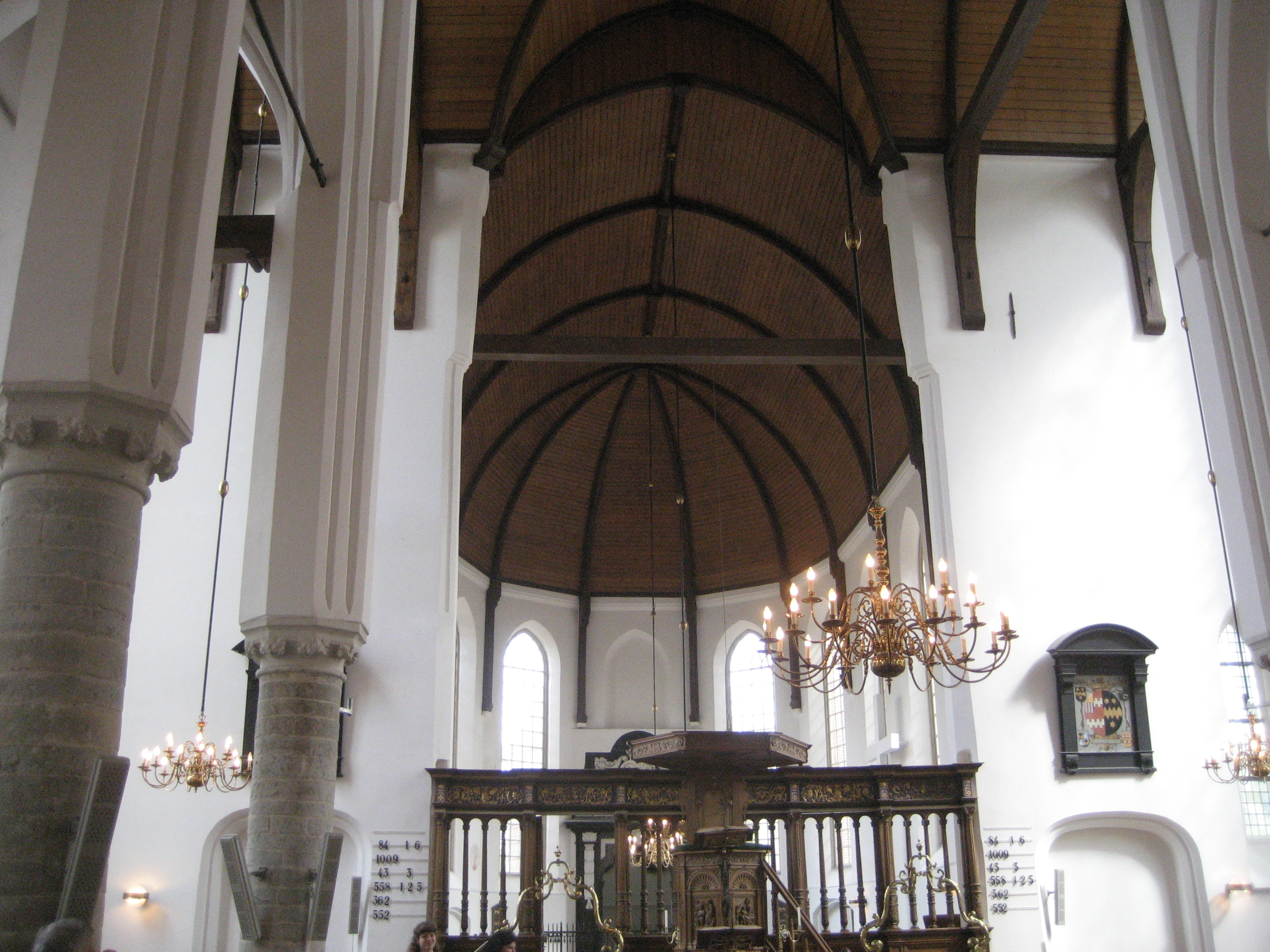
Interieur

### Architectuur
Architectonisch is het een gotische kruiskerk, gebouwd uit baksteen. Het gebouw bestaat uit een pseudobasilicaal schip in drie beuken en een koor zonder kooromgang. De toren wordt aan drie zijdes door het schip omsloten. Wat opvalt is dat het houten tongewelf van het middenschip en transept ongeveer anderhalve meter hoger is dan het koorgewelf. De vloer van het schip is een halve meter lager dan die in het koor. Het 16e-eeuwse koorhek en preekstoel zijn hoogtepunten van houtsnijwerk. Aan de achterzijde van het koor is een aangebouwde achthoekige grafkapel uit 1723. Aan de zuidzijde van de kerk zijn de steunberen verdwenen waar deze er aan de noordzijde nog wel staan.

### Toren
De huidige toren is grotendeels nog de romaanse toren. Deze is echter wel in 1525 verhoogd tot de huidige 56 m, waarbij de kantelen bovenop zijn verdwenen. In 1898 werd hij aan drie zijdes ommetseld met machinaal gevormde stenen, waardoor veel schoonheid ervan verloren ging. De toren staat 80 cm uit het lood.
Het zeventiende-eeuwse mechanische smeedijzeren uurwerk werd tot vrij kort geleden nog dagelijks opgewonden. Tot december 2020 werd het mechanische uurwerk zo'n vijf keer per jaar door een gemeenteambtenaar gelijkgezet. Eind december van dat jaar werd een soortgelijke klepelvanger geïnstalleerd als in de Cosmas en Damianuskerk die tweemaal per etmaal om twaalf uur het iets vóórlopende uurwerk gelijk laat lopen met een satellietklok. 
De traveeën ter weerszijden van de toren hebben vroeger deel uitgemaakt van het schip. In de ruimte aan de noordzijde bevinden zich ook muurschilderingen, ontdekt tijdens de restauratie van 1973. In de ruimte aan de zuidzijde bevinden zich twee gevangeniscellen, die tot na de Tweede Wereldoorlog gebruikt zijn.
Bekend is dat er zich omstreeks 1730 nog een dakruiter op het schip bevond. Mogelijk is deze verwijderd wegens het gewicht. Het is echter onbekend wanneer dit zou zijn gebeurd.

### De klok
De luidklokken en eveneens klokkenstoel zijn van de hand van J. Tolhuis en dateren uit 1537. De luidklokken zijn tijdens de Tweede Wereldoorlog door de Duitse bezetter opgeëist om te worden omgesmolten tot munitie. De grootste luidklok heeft als inscriptie: Sante Cosmas et Damianus is min naem / min ghelut is voer God bequam / den levenden roep ick den doden overlu ick / Jan Tolhuis van Utrecht me fecit anno domini 1537. Na de oorlog is een van de twee klokken in Groningen teruggevonden.

### Het koorhek
Het koorhek dat stamt uit 1542 is in 1897 gerestaureerd. De stijl van het koorhek is vroegrenaissance en het is een van de mooiste voorbeelden in Nederland. De architraaf (bovenrand) van het koorhek, bestaande uit verschillende panelen met bevat aantal een merkwaardige voorstellingen, zo is er een paardenhoofd afgebeeld, een bebaarde mannenfiguur en tussen acanthusbladeren rondstappende reigers.

### De preekstoel

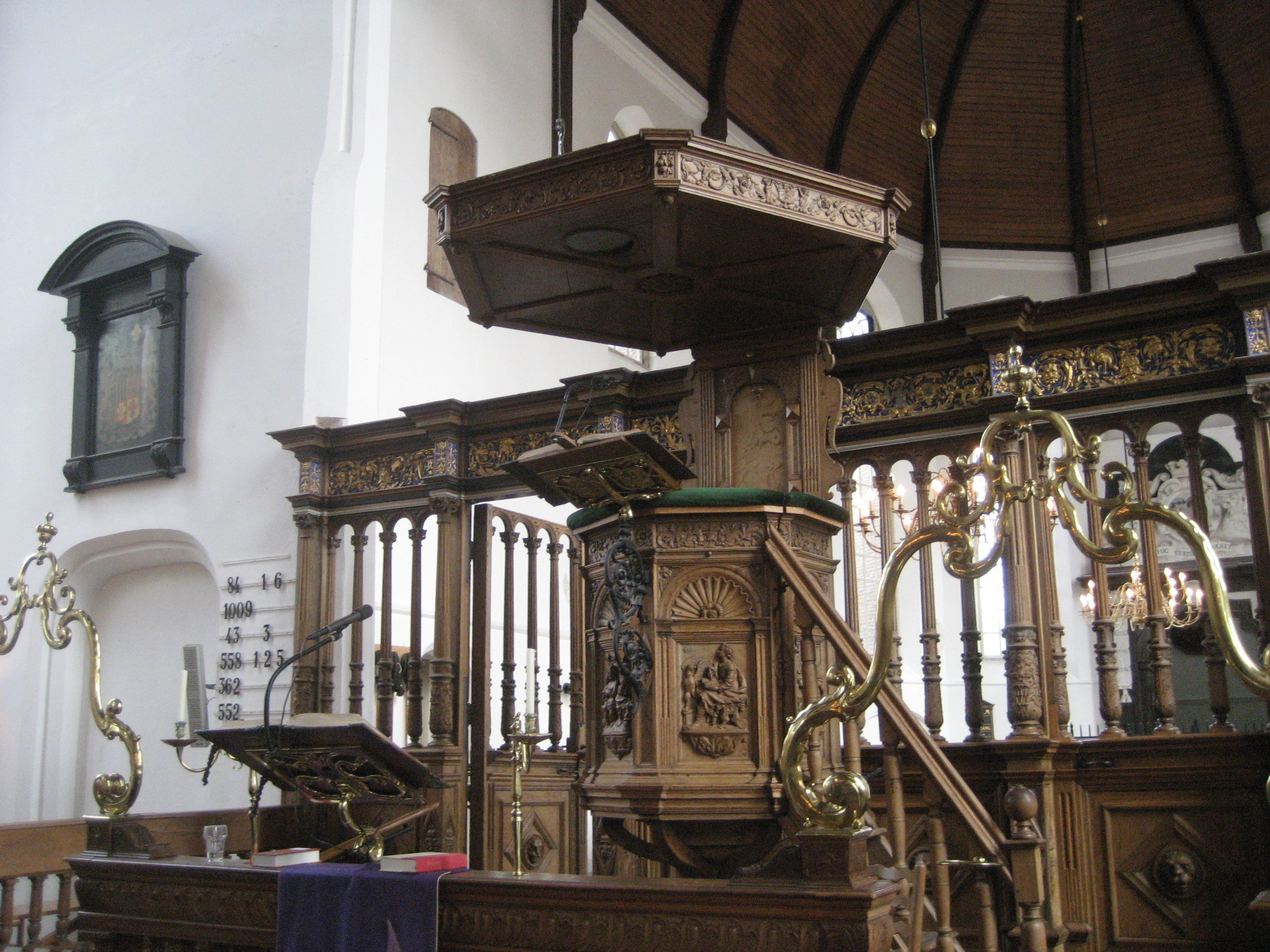
Preekstoel

De preekstoel stamt ongeveer uit 1550. De kuip is een zeszijdig, 5 kanten zijn voorzien van een voorstelling in houtsnijwerk, waarbij 4 kanten de 4 evangelisten tonen:
- Lucas met de os
- Johannes met de arend
- De doop van Jezus door Johannes de Doper
- Marcus met de engel
- Mattheus met de leeuw

Het klankbord en het voetstuk stammen uit 1897. De preekstoel heeft vroeger aan de tweede zuil van de zuidzijde van het schip (gerekend vanaf het koor) gehangen, maar is later, mogelijk in 1633, naar de huidige plaats vóór het koorhek verplaatst.
Rond de preekstoel staat een zeventiende-eeuwse doophek met twee koperen doopbogen, een lezenaar en kandelaars.

### Orgel

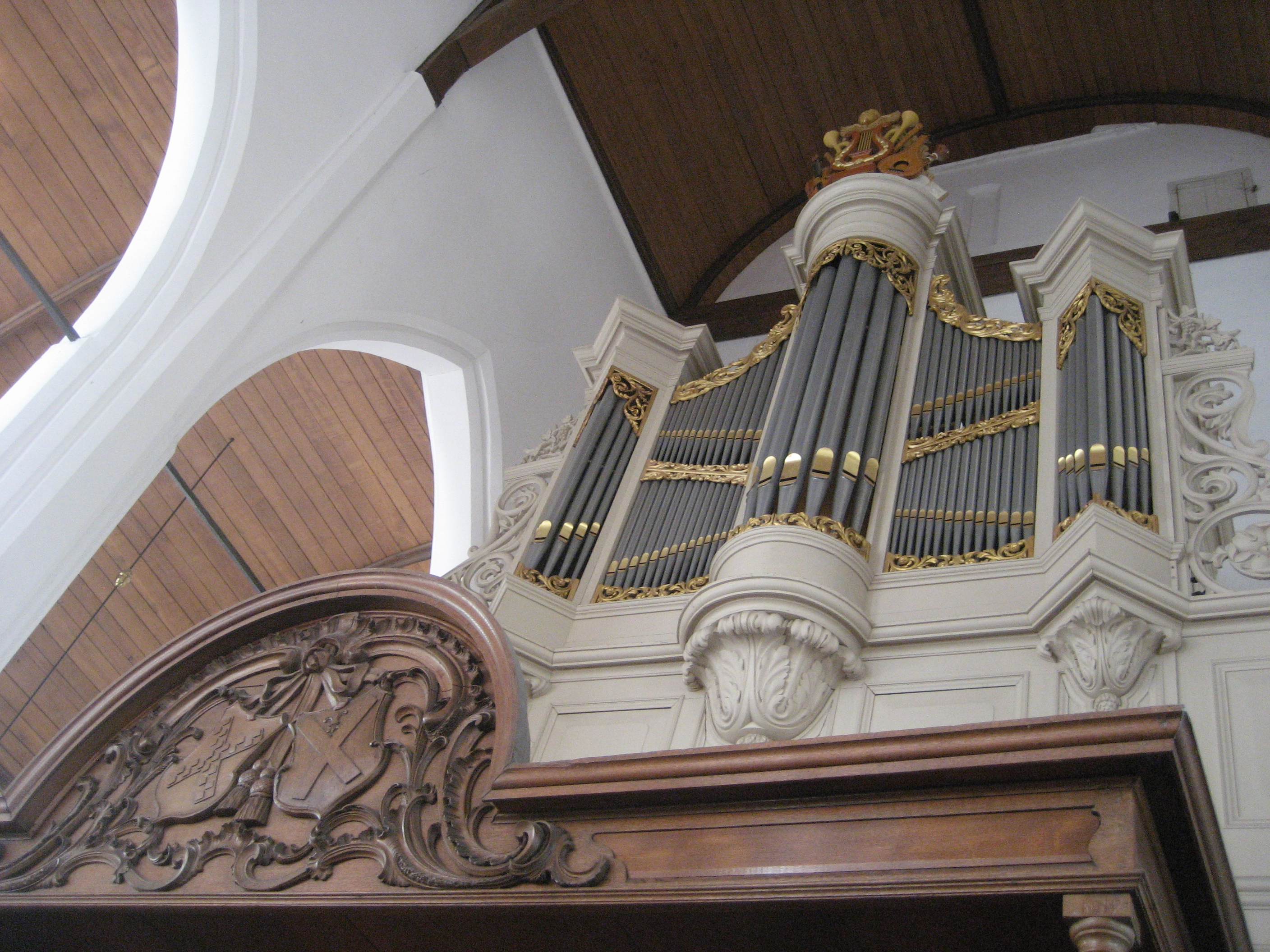
Orgel

In 1633 werd tevens een orgel boven op het koorhek geplaatst, maar het ging verloren bij de grote brand uit 1672. Het huidige orgel (D. van Rossum - Bodegraven) dateert uit 1862, maar het is in 1982, op het front na, geheel vernieuwd. Het binnenwerk van het Van Rossumorgel bevindt zich thans in de protestantse kerk van Heelsum.
Na de grote restauratie in de jaren 70 is het orgel op een galerij tegen de torenmuur aan de westzijde geplaatst.

### Overige feiten

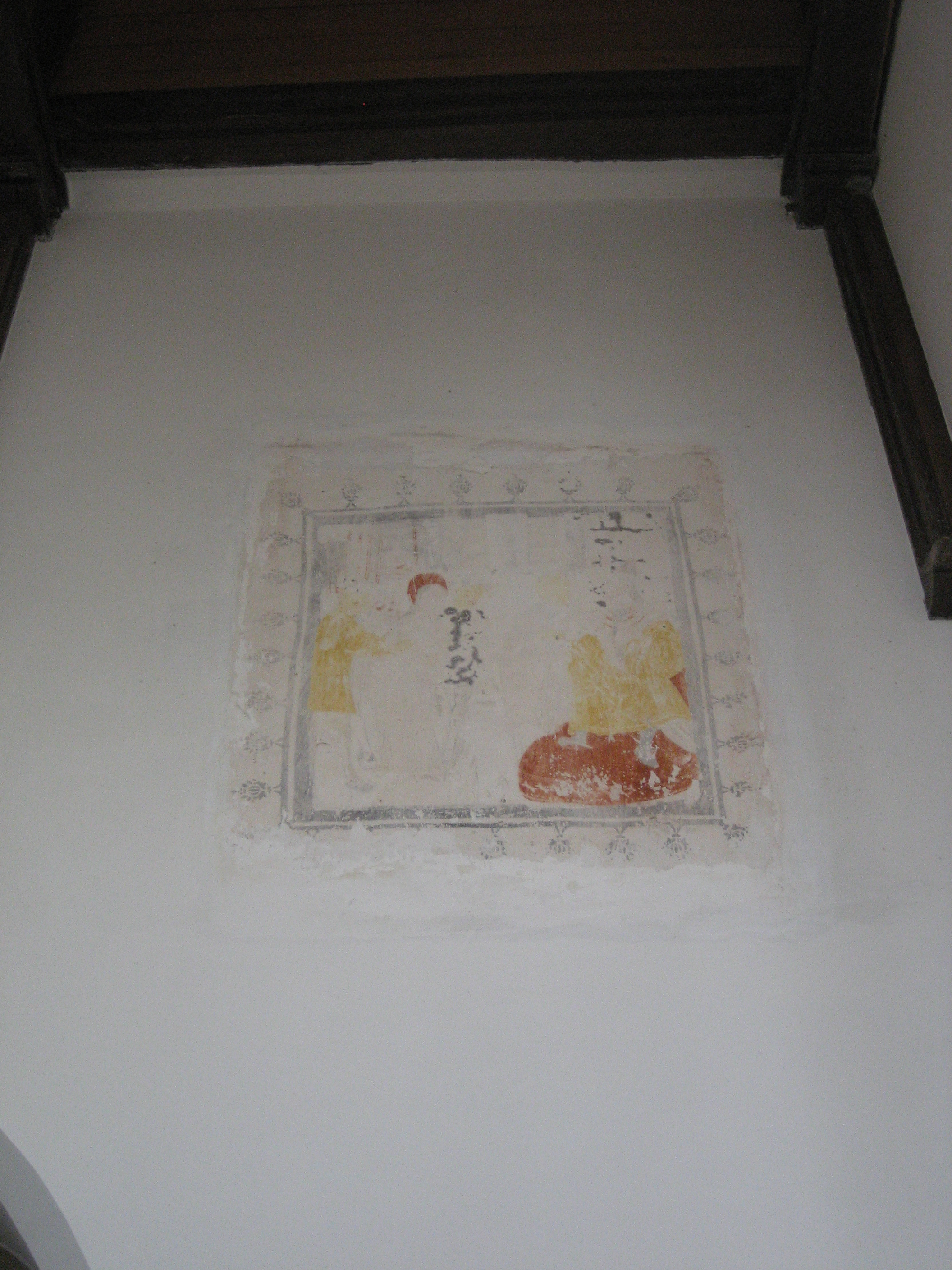
Oude muurschildering

In het koor bevinden zich muurschilderingen waarvan er, volgens de boeken, twaalf geweest moeten zijn. Ook bevindt zich een muurschildering aan de noordzijde van het schip bij het ‘Noormannenpoortje’. Hier bevindt zich ook een afgeslagen wijwaterbakje. Tijdens de brand in 1672 zijn de oorspronkelijke gebrandschilderde ramen verloren gegaan. In 1880 werden de buitenmuren van een pleisterlaag voorzien, die met de restauraties van 1930-1932 en 1968-1973 weer is verwijderd.

## Graven

### In de kerk
Tot in de 19e eeuw werd er in de kerk begraven, tot het Koninklijk Besluit van 24 mei 1825 dat stelde dat er vanaf 1829 niet meer in de kerk begraven mocht worden. In de tijd dat er nog in de kerk werd begraven was het koor een gewilde plek voor de vooraanstaanden. In het schip werd de middenstand begraven en buiten de kerk lag het werkvolk. Er zijn enkele opvallende grafzerken te vinden; zo zijn er met enkel een nummer aangegeven maar ook fraai versierde en zelfs een die aan twee kanten is gebruikt. In de zerk van pastoor Harberts (ovl. 1557) is mogelijk tijdens de Beeldenstorm het woord ‘pastoor’ beschadigd.

### Om de kerk
In de periode dat er in de kerk werd begraven, werden om de kerk de minder gegoede mensen begraven. Hierbij werd rekening gehouden met de betreffende zijde van de kerk. De noordzijde was de schaduwkant, daardoor kouder en minder geliefd. Zo liggen hier de drenkelingen, zelfmoordenaars en ongedoopte kinderen. Echter in de 18e eeuw verdween dit gevoel, waardoor ook hier achtenswaardige graven liggen. Tussen de steunberen aan de noordzijde liggen nog steeds de grafmonumenten van predikant Jacobus de Vries (-1781) en notaris Wilhelmus van Gulpen (-1815). Bijzonder aan het graf van Jacobus de Vries is dat zijn levensduur niet alleen op jaar, maand, en dag nauwkeurig staat aangegeven, maar zelfs in uren. Op de plek van het toenmalige kerkhof ontstond later het huidige kerkplein, wat indertijd ook dienstdeed als plaats voor de kermis en tegenwoordig voor de rommelmarkt. In eerste instantie werden ook katholieken rond de protestantse kerk begraven, tot zij hun eigen begraafplaats kregen net buiten het dorp.

### Praalgraf
Achter het koor is achthoekige aanbouw met lichtkoepel uit 1723 waarin de grafkapel van Theodorus de Leeuw (1681-1744), eerste ambachtsheer van Abcoude-Baambrugge ligt. Aan de achterwand hangen twee rouwborden. De in marmer uitgevoerde toegangsboog wordt gesierd door uitgehouwen leeuwen, de wapens van Abcoude en de familiewapens. De echtgenote van Theodorus de Leeuw, Maria de Smeth werd in 1743 bijgezet, hij zelf in 1744.

## Fusie

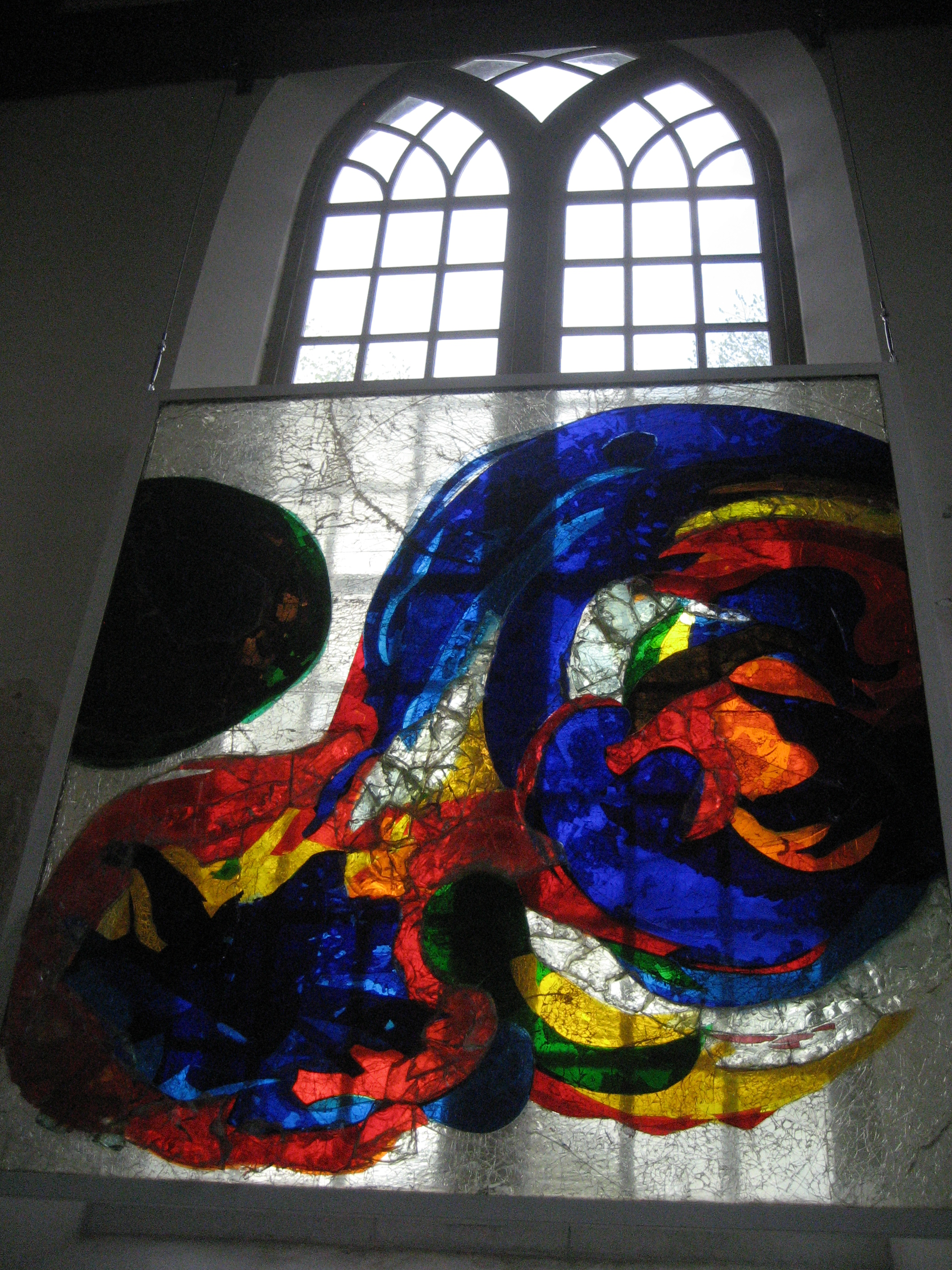
Glas door Johannes Petrus, (Joop) van den Broek

In 2010 zijn de gereformeerde kerk Abcoude en de hervormde kerk Abcoude na 47 jaar overleg op 10 januari gefuseerd. Hiermee kwam er na 425 jaar een einde aan de hervormde gemeente Abcoude, die na dit moment verdergaat als protestantse gemeente Abcoude. Hieronder een lijst met belangrijke data uit dit proces.
- 1963: De eerste gesprekken tussen de kerkraden van gereformeerde kerk en de hervormde gemeente in Abcoude over een fusie onder de naam "Samen op weg" vinden plaats.
- 1964: Vanuit de gereformeerde kerkenraad wordt aan de hervormde kerkenraad geschreven dat er is gebleken overeenstemming te bestaan over het denken over het leven en de dood van Jezus Christus.
- 1975: Het eerste SOW-rapport beschrijft het verder werken aan samenwerking.
- 1985: De intentieverklaring wordt door beide kerkraden getekend, waarmee zij zich verplichten plaatselijke werkzaamheden samen te regelen.
- 1987: Het tweede SOW-rapport geeft aan dat er geen meerderheid van de gemeenten voor het samen organiseren van kerkdiensten is.
- 1991: Het derde SOW-rapport verschijnt; een federatieovereenkomst moet zorgen voor één pastoraat, kerkgebouw en beroepingscommissie.
- 1992: De federatieovereenkomst is een feit, inhoudelijk wordt alles samen gedaan. In overleg met de rooms-katholieke parochie ontstond op dit punt de naam dorpskerk.
- 1995: Het eerste beleidsplan van de SOW-gemeente werd vastgesteld, waaruit blijkt dat de gemeenten de goede weg waren ingeslagen.
- 1998: Het kerkelijk centrum wordt verkocht en met de opbrengst wordt het nieuwe activiteitencentrum 't Hoogt gerealiseerd. Ook de dorpskerk wordt naar afspraak aangepast.
- 2003: Na overleg met het landelijk SOW-centrum bleek er voor een formele eenwording een juridische fusie nodig te zijn, reden om niet verder te werken aan de vervolmaking van de federatieovereenkomst.
- 2010: De fusiedienst wordt gehouden, tijdens welke de handtekeningen worden gezet en waarna de fusie een feit is.